# Ilhama Gouliyeva
Ilhama Gouliyeva était une célébrité azerbaïdjanaise, actrice et chanteuse de musique folk et classique azerbaïdjanaise. Tout au long de sa carrière active sur la scène musicale, Ilhama Gouliyeva a remporté un succès populaire dans son genre de musique respectif et a reçu des distinctions majeures au niveau de l'État comme Artiste émérite de la RSS d'Azerbaïdjan en 1982, Artiste du peuple de la République d'Azerbaïdjan en 1998 et Artiste du peuple de la République du Daghestan en 2007. 

## Biographie

### Vie
Ilhama Gouliyeva est né le 17 août 1943 à Kürdəxanı, RSS d'Azerbaïdjan. Sa mère - Tukazban Ismayilova , était une chanteuse et khanende azerbaïdjanaise populaire, et son père - Mazahir Gouliyev, travaillait comme procureur à Lankaran. En raison de sa nomination, Ilhama Gouliyeva a passé ses toutes premières années dans la ville d'Azerbaïdjan à Chaki. Cependant, quand Ilhama atteint l'âge de six ans, ses parents divorcent. La mère d'Ilhama Gouliyeva, déménageant à Bakou, épouse un célèbre joueur de goudron azerbaïdjanais - Habib Bayramov, qui devient plus tard un beau-père de soutien qui s'engage activement dans la croissance et l'éducation d'Ilhama Gouliyeva.

### Éducation
À ce jeune âge, elle s'inscrit dans une école de musique de 7 ans pour la formation de piano à Bakou. Alors que Gouliyeva termine ses études musicales et secondaires, avec un grand désir, elle veut développer sa profession dans le domaine musical. Néanmoins, la jeune Ilhama fait face à la dissidence définitive de ses parents. Compte tenu des difficultés de la musique, ils tentent de l'inspirer à maîtriser un autre art. Par conséquent, elle entre à la faculté de philologie de l'Université d'État d'Azerbaïdjan en 1960 et poursuit des études non musicales les années suivantes. En 1964, Ilhama Gouliyeva est diplômé de l'université, mais comme toute personne talentueuse dotée d'une grande intelligence musicale, le jeune Guliyeva ne pouvait pas s'éloigner de la musique.

### Début de carrière musicale
En 1963, avec le soutien de Zinyat Alizadé, qui était en relation étroite avec la famille de Gouliyeva, elle commence à se produire dans l'ensemble pop "Sevindj" de l'université. Comme les parents de Gouliyeva opprimaient toujours sa passion pour la musique, ces activités musicales étaient gardées secrètes de sa famille. En 1964, un concours de jeunes talents du monde entier a eu lieu à Moscou. À la demande de Mme Zinyat, Ilhama Guliyeva obtient l'autorisation de sa famille et s'envole pour la Russie. Sa famille pensait qu'elle allait au festival en tant que spectatrice. En concurrence avec de jeunes chanteurs de nombreux pays, Ilhama Gouliyeva interprète les chansons de Raouf Hadjiyev et Tofig Gouliyev. Alors que Gouliyeva devient la gagnante du concours, elle revient à Bakou et est invitée à se produire à l'orchestre de la Société nationale de télévision et de radio d'Azerbaïdjan (AzTV). De 1965 à 1970, Ilhama Goulliyeva commence à interpréter des chansons composées par Khayyam Mirzazadé, Tofig Bakikhanov et Emin Sabitoglou dans divers genres de musique pop, tels que le jazz, le R & B, la soul et le blues, en tant que soliste de l'orchestre, dirigé par Tofiq Ahmadov.

## Activité socio-politique
Au début des années 2000, Ilhama Gouliyeva soutient publiquement un nouveau candidat à la présidence - Ilham Aliyev. Elle donne des concerts dans les régions d'Azerbaïdjan, dirige sa propagande et apporte une contribution digne au succès des élections d'Ilham Aliyev. En outre, en 2002, Gouliyeva reçoit le statut d '«exécutrice culturelle internationale» au Congrès mondial des femmes à Beyrouth, le titre de «La reine de l'art du monde turc» en Turquie et quatre prix Humay en Azerbaïdjan. Depuis 2003, avec un groupe de femmes azerbaïdjanaises intelligentes, Ilhama Gouliyeva a participé à plusieurs réunions des Nations unies à Genève et a défendu les droits des femmes et des enfants azerbaïdjanais touchés par le conflit du Haut-Karabakh. En 2004, lors de diverses conférences, symposiums et rassemblements de protestation à Göteborg, Strasbourg, Paris, Istanbul et devant le bâtiment du Parlement européen à Bruxelles, Gouliyeva a prononcé des discours publics détaillés sur l'occupation arménienne des territoires azerbaïdjanais internationalement reconnus. À la suite d'une participation sociopolitique active, Gouliyeva a été élu président de l '"Académie de la culture" dans le cadre du Congrès mondial des Azerbaïdjanais en 2004. En 2007, au siège de la Fédération pour la paix universelle à Washington DC , Gouliyeva a reçu le statut d'ambassadeur de bonne volonté.

## Vie privée
Ilhama Gouliyeva a créé une vie de famille à court terme avec Faig Mirmohsunov dans les années 1980. Pendant cette très courte période de mariage, elle a adopté le nom de famille de son conjoint. Cependant, elle a mis fin à ce mariage sous peu et est revenue à son nom de famille d'origine. De plus, Gouliyeva a adopté un enfant - Orkhan Nadirov, qui serait le petit-fils de la tante de Gouliyeva.